# Favorino
Favorino de Arlés (en latín, Favorinus; Arlés, 80 - Roma, 160) fue un filósofo griego sofista, de la llamada Segunda sofística, de la que formaban parte Dion Crisóstomo, Herodes Ático, Elio Aristides y Luciano de Samosata, apoyado por el emperador Adriano. Fue descrito como un hermafrodita al nacer. Su gran rival era el joven Polemón de Laodicea, con el que tuvo varios desacuerdos en la última parte de su vida. Su trabajo ha llegado a nosotros a través de fragmentos citados por Diógenes Laercio, Aulo Gelio, Filóstrato y La Suda. Estaba en contra del estoicismo.

## Vida
Tuvo su educación primaria en Narbona (parte del sur de Francia), y luego completó sus estudios en Roma durante el reinado de Trajano. Viajó a la Península itálica, Grecia y al Cercano Oriente, dando conferencias a la manera de los antiguos sofistas, consiguiendo gran éxito gracias a los amplios conocimientos y las habilidades retóricas. Creó lazos de amistad con Plutarco, quizás el más famoso intelectual de la época, Herodes Ático, el promotor de Adriano con el renacimiento de Atenas, Frontón y Aulo Gelio. Sin embargo, dada su naturaleza polémica, fue confinado en la isla de Quíos por el mismo Adriano alrededor de 130, de la cual, sin embargo, pudo regresar en el año 138, el año del ascenso de Antonino Pío. De vuelta en Roma, reanudó sus conferencias con nuevos discípulos a su alrededor. Tanto su fecha de nacimiento como la de su muerte son especulaciones, debido a la falta de pruebas.